# Never There (canción de Cake)
«Never There» es el primer sencillo del tercer álbum de Cake, Prolonging the Magic . La canción pasó tres semanas en el número uno en la lista de Alternative Songs de EE. UU., superando a The Distance (que alcanzó su punto máximo en el número cuatro) como el sencillo con mayor puntuación de la banda. «Never There» fue la primera canción de la banda en el Billboard Hot 100 en el número 78. La canción también apareció las listas de éxitos en Australia, Canadá y el Reino Unido, alcanzando los números 75, 42 y 66 respectivamente. En Australia, la canción apareció en el número 30 en la cuenta atrás de Triple J Hottest 100 para 1998.

## Letras
La letra de la canción retrata el punto de vista de un amante que se siente frustrado porque, mientras que su amante dice que le ama, sus acciones indican que esta persona no se preocupa realmente por él.

## Vídeo musical
El video musical de «Never There» presenta a Cake actuando en un bar, mientras que un arco de historia cubre a un camionero que llama a su novia a un teléfono público y ella nunca responde, ya que está demasiado ocupada festejando con los culturistas masculinos en speedos. 

## Listado de pista
1. «Never There» - 2:44
2. «Cool Blue Reason» - 3:27
3. «Half As Much» - 2:55

## Listas de éxitos
| Listas (1998–1999)                 | Puesto más alto |
| ---------------------------------- | --------------- |
| Australia (ARIA)                   | 75              |
| Brasil (ABPD)                      | 60              |
| Canadá Top Singles (RPM)           | 42              |
| Canadá Rock/Alternative (RPM)      | 10              |
| Reino Unido UK Singles Chart       | 66              |
| Estados Unidos (Billboard Hot 100) | 78              |
| Estados Unidos Adult Top 40        | 29              |
| Estados Unidos Alternative Songs   | 1               |
| Estados Unidos Mainstream Rock     | 40              |